# مایک بی اندرسون
مایک بی اندرسون (انگلیسی: Mike B. Anderson؛ زادهٔ ) یک کارگردان اهل ایالات متحده آمریکا است.